# マックスマシーン
マックスマシーン（MAX MACHINE）は、コモドールが日本向けに1982年初めに設計・開発したホビーパソコンである。ムーミン社を輸入販売元とし、同年11月より発売された。

## 概要
日本ではコモドール64とほぼ同時に発売された。日本以外で実際にこの製品が売られているのを見かけたという報告はない。
製品としては、同時期に同価格帯で発売されたゲームパソコンのぴゅう太（トミー）、m5（ソード、タカラ）と競合した。マックスマシーンは両者に比べ1万円以上廉価で価格面では有利だったが、大手の玩具メーカーと競争するには販路が圧倒的に狭かったことが災いして惨敗した。
なお、コモドール64のマニュアルには、アメリカ合衆国では Ultimax、ドイツでは VC-10 の名称で記載されている。これは、コモドールがこの製品を世界的に発売する予定だったことを示唆している。

## ハードウェア
本体には、2.5KiBのRAMしか搭載しておらず、IPL用のプログラムもROMカートリッジ側に搭載される。画面出力はRF接続のみ。CPU（6510、1.02MHz）、ビデオ・インターフェース・チップ（VIC-II）、サウンド・インターフェース・デバイス（SID）とチップセットはコモドール64と同じであり、マックスマシーン用ROMカートリッジはコモドール64でも動作した。ROMカートリッジで『マックスベーシック』というBASIC言語が供給されていた。
メンブレンのフルキーボードを搭載しオプションでBASICが使えるもののRAM容量が少なく、基本的に家庭用ゲーム機としての利用を意図した機種である。カセットテープレコーダーを接続してプログラムのセーブが可能だったが、フロッピーディスク、プリンター、モデムなどを接続できるような入出力ポートは搭載していない。

### 仕様
- CPU - MPS6510 1.02MHz
- スクリーンRAM - 1KB
- ユーザーRAM - 1KB（最大3KB）
- カラーRAM - 0.5KB
- 表示 - 40×25文字、320×200ドット
- 色数 - 16色
- サウンド - 9オクターブ・3和音
- 本体 350×180×50mm、1.3Kg
- VIC-1001/コモドール64用のジョイスティック、ゲームパドル、カセットドライブが接続可能

### VIC-1001との比較
日本ではVIC-1001よりも低価格（34,800円）で発売された。アメリカではVIC-20（VIC-1001のアメリカでの名称）とほぼ同価格で発売が予定されていた。
PCG機能しかないVICと比較して、スプライトやハードウェアスクロール機能があり解像度も高いなど、ゲーム機としての性能はマックスマシーンの方が優れていたが、メモリが多く拡張性もあるVIC-1001の方がパソコンとしては優れており、また既に多数のソフトウェアが発売されていた。

## ソフトウェア
ソフトはゲームを中心にROMカートリッジで発売された。ゲームソフトの価格設定は2,800円と他機種よりも安価に設定されていた。
サードパーティーの参入はなく、VIC-1001に引き続き、HAL研究所がソフト開発に参加していた。人気アーケードゲームを無断で移植したようなゲームも少なからずあった。
以下のソフトは上位機種のコモドール64でも動作する。これはコモドール64が内部でマックスマシーン互換モードを持っているためで、プログラム内にマックスマシーン用のIPLが含まれると自動的に切り替わる。逆にコモドール64用のソフトは基本的に動かないが、海外でコモドール64用として発売されたソフトの一部に、マックスマシーン互換モードで動作している、いわゆる「隠し対応」のものがあり、それに該当するソフトは保証外だが動作する。
- 型番に「MAX」の付かないソフトはコモドール64共用として発売されたもの
- 型番なしは海外でコモドール64用として発売されたソフトでマックスマシーンでも動作するもの

| 型番    | タイトル                   | 備考                                                                                |
| ------- | -------------------------- | ----------------------------------------------------------------------------------- |
| MAX3101 | ミニ・ベーシック I         | フリーエリア0.5KB。マックスベーシックより命令数が少ない。カセットドライブは使用不可 |
| MAX3102 | マックス・ベーシック       | フリーエリア2KB。CBM BASIC V2.0準拠。カセットドライブが使用可                       |
| 3201    | ミュージック・コンポーザー |                                                                                     |
| 3202    | ミュージック・マシーン     |                                                                                     |
| MAX3401 | オメガ・レース             | ミッドウェイの同名アーケードゲームの移植                                            |
| 3402    | ウィザード・オブ・ウォー   | ミッドウェイの同名アーケードゲームの移植                                            |
| 3403    | キック・マン               | ミッドウェイの同名アーケードゲームの移植                                            |
| 3404    | ゴーフ                     | ミッドウェイの同名アーケードゲームの移植                                            |
| MAX3501 | アヴェンジャー             | 『スペースインベーダー』のコピーゲーム                                              |
| MAX3502 | ジュピター・ランダー       | アタリ『ルナランダー』のコピーゲーム。サウンドは『ムーンクレスタ』を流用            |
| MAX3503 | スーパー・エイリアン       | 『平安京エイリアン』のコピーゲーム                                                  |
| MAX3504 | レーダーラットレース       | 『ラリーX』のコピーゲーム。車をネズミに差し換えている                               |
| MAX3505 | ロード・レース             | アタリ『ナイトドライバー』のコピーゲーム                                            |
| MAX3508 | モール・アタック           |                                                                                     |
| MAX3509 | クラウンズ                 | ミッドウェイの同名アーケードゲームの移植                                            |
| MAX3510 | マネー・ウォーズ           |                                                                                     |
| 3510    | Billiards                  |                                                                                     |
| 3511    | Bowling                    |                                                                                     |
| 3512    | Slalom                     | 『アルペンスキー』の類似ゲーム                                                      |
|         | Le Mans                    | 『モナコGP』の類似ゲーム                                                            |
|         | Pinball Spectacular        | 『ボムビー』の類似ゲーム                                                            |
|         | Sea Wolf                   | ミッドウェイの同名アーケードゲームの移植                                            |
|         | Speed / Bingo Math         | 算数ゲーム。ミッドウェイがBally Astrocadeでリリースした『Elementary Math』の移植    |
|         | Visible Solar System       | 太陽系シミュレーター                                                                |